# Barbot
O Grupo Barbot é um grupo empresarial português que actua em diversos mercados europeus e africanos e se dedica ao sector das tintas. Fundado em 1920 na cidade do Porto, o grupo compreende, em Julho de 2015, a Barbot, a MasterPaint e a Jallut Pinturas.

## História
A primeira fábrica de tintas Barbot foi fundada em 1920, na freguesia de Santo Ildefonso. À época, a identidade gráfica da marca consistia simplesmente nas suas iniciais, DB. A segunda fábrica foi criada em 1958 em Laborim, Vila Nova de Gaia.
A tinta Dioplaste, que ainda se mantém no mercado, foi lançada em 1962. Em 2014, décadas após o seu lançamento, ganhou o prémio de escolha do consumidor.
Em 1981, a primeira fábrica da empresa foi destruída num incêndio que precipitou uma mudança estrututal na Barbot. Dez anos mais tarde, em 1991, a empresa implementou o Programa de Qualidade Total.
Ao longo dos anos 90 continuou a expandir-se, lançando continuamente novos produtos. Em 1992 tornou-se na segunda empresa a nível nacional a disponibilizar um sistema de afinação de cores.
Em 1994, a marca recebeu a sua primeira Certificação pelo Instituto Português da Qualidade. Nesse mesmo ano, a Barbot adquire a empresa Tintas Sodulax. A expansão continua no ano 2000, com a aquisição da Anpal. Em 2003 passam a ser conhecidas como Anpal Sodulax, ano em que também é criada a MasterPaint.

## Empresas do Grupo
Barbot Portugal
- É a terceira maior empresa do sector a actuar em Portugal. Conta com 21 pontos de venda próprios e uma rede de revendedores nacionais e internacionais (França, Luxemburgo, Bélgica, Guiné).

Master Paint
- Sediada em Vialonga, Lisboa, a MasterPaint comercializa e distribui tintas e vernizes para a marca Anpal-Sodulax.

Jallut
- Fundada em 1977, a empresa espanhola tem sede na Catalunha e foi adquirida pela Barbot em 2009. Tem uma unidade de produção dedicada a tintas industriais e decorativas, corantes industriais e metalografia.

## Internacionalização

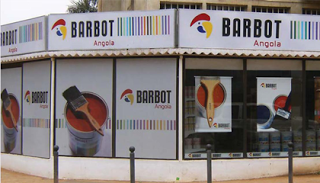
Loja da Barbot em Angola.

Em 2008 a Barbot abre a sua terceira fábrica em Luanda, Angola, onde também possui seis lojas próprias. A capacidade produtiva ascende às 12.000 toneladas por ano.
A internacionalização em Espanha ocorre em 2009, com a integração das tintas Jallut. Em 2010 é criada a Barbot Cabo-Verde, responsável pelo fabrico e vendas locais, empregando já 12 colaboradores.
A Barbot entrou em Moçambique em 2013 com uma unidade de produção e uma loja própria. A capacidade de produção neste território ronda as 7.500 toneladas por ano.

## Prémios
2008 – Menção Honrosa no Prémio Briefing Design (pelo website Barbot)
2010 – IF Communication Design Award na categoria de Print Media – Promotion (pelos catálogos de cores Barbot Choices by Graça Viterbo)
2010 – Prémio Mobis da revista Mobiliário em Notícia na categoria de Marca de Tintas de Interiores
2011 – Prémio Trabalho Seguro (por higiene e segurança dos trabalhadores)
2012 – Medalha de Bronze na categoria Arquitectura e Construção nos Brands of The World Awards (pela loja online Barbot Change)
2013 – Produto do Ano, eleito pelos consumidores (pela tinta Barbot Infinity)
2014 – Produto do Ano, eleito pelos consumidores (pela tinta Barbot Ardósia)